# Distretto di Karamay
Il distretto di Karamay (克拉玛依区S) è un distretto della Cina, situato nella regione autonoma di Xinjiang e amministrato dalla prefettura di Karamay.